# Arnolt

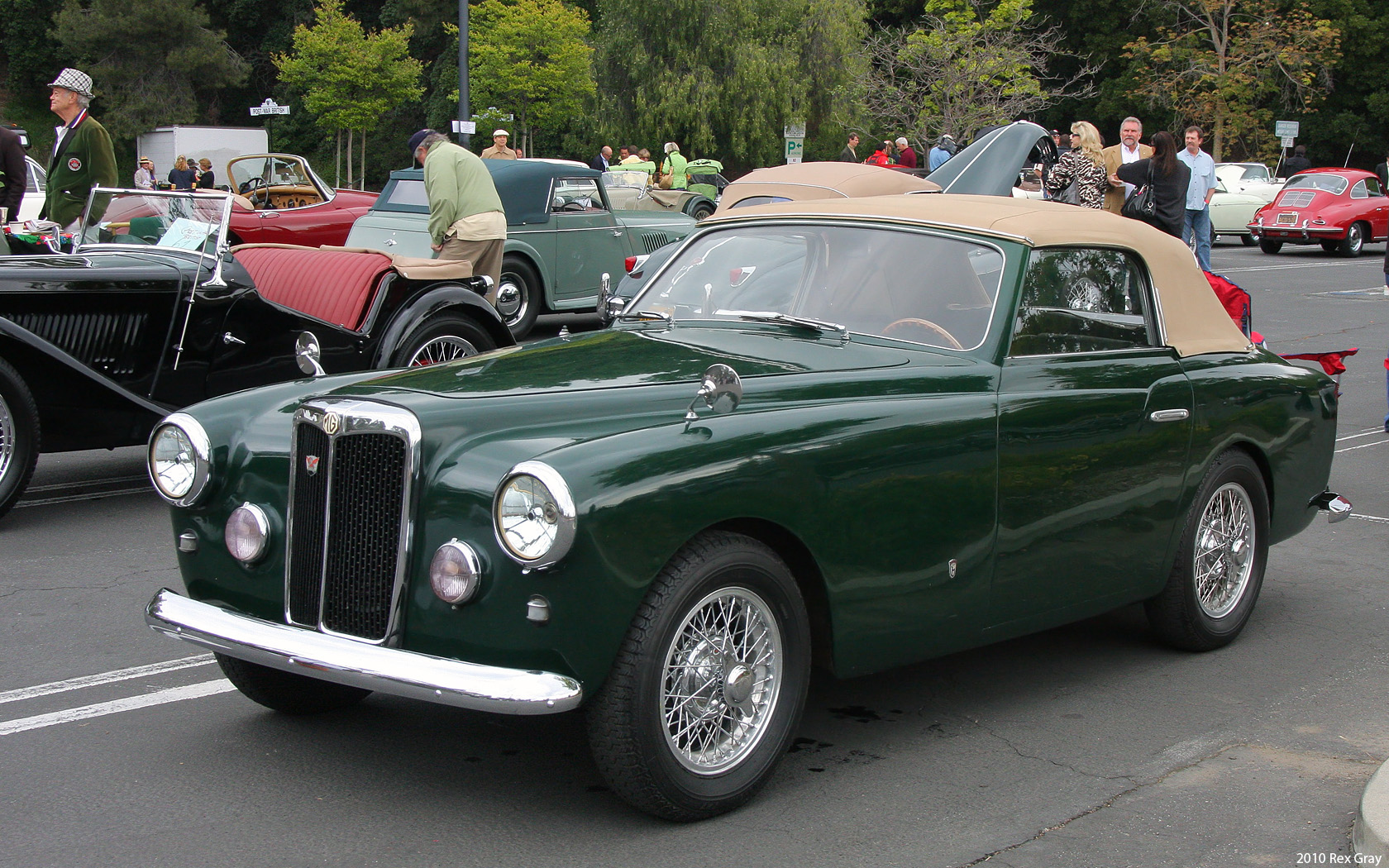
Arnolt von 1953

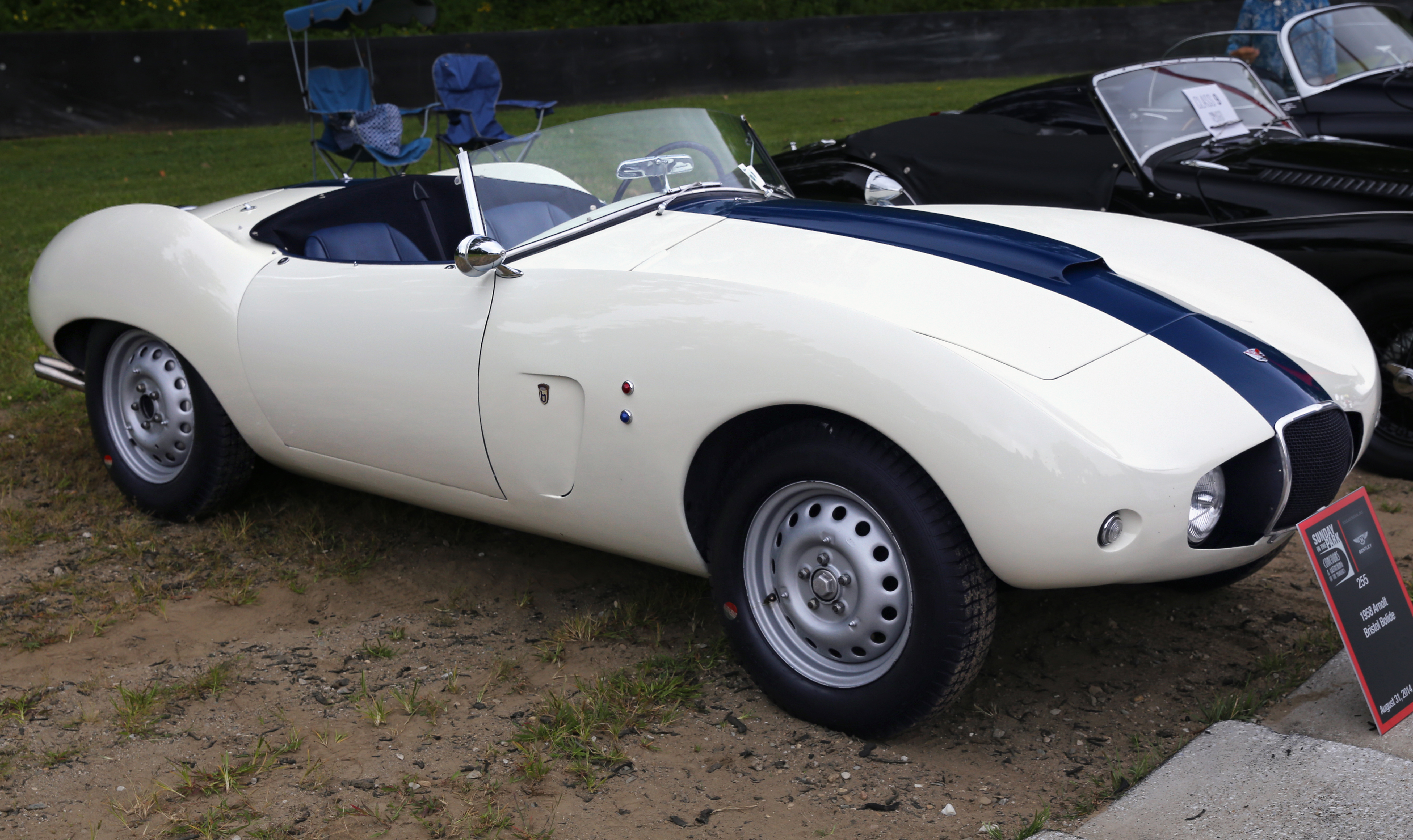
Arnolt-Bristol von 1958

Arnolt war eine US-amerikanische Automobilmarke, die 1953 und 1954 vom Importeur  S. H. Arnolt, Inc. in Chicago (Illinois) gebaut wurde. Zwischen 1955 und 1963 entstand dort auch der Arnolt-Bristol.

## Beschreibung
Basis des Arnolt Continental Sportster war der britische MG TD, von dem auch Fahrgestell und Motor stammten. Der Vierzylinder-Reihenmotor hatte 1250 cm³ Hubraum und entwickelte 57 bhp (42 kW) bei 5500 min−1. Der Aufbau wurde durch eine von Bertone entworfene Pontonkarosserie aus Aluminium ersetzt.
Es entstanden 67 Coupés und 36 Cabriolets; nach einer anderen Quelle 65 Coupés und 35 Cabriolet. Der Radstand der Wagen betrug 2388 mm, die Gesamtlänge 3810 mm.
Vom Arnolt-Bristol wurden 3 Coupés und 254 Roadster herstellt.